# Ottaviano Paravicino
Ottaviano Paravicino, italijanski rimskokatoliški duhovnik, škof in kardinal, * 11. julij 1552, † 3. februar 1611.

## Življenjepis
6. marca 1591 je bil povzdignjen v kardinala.